# 邴歜

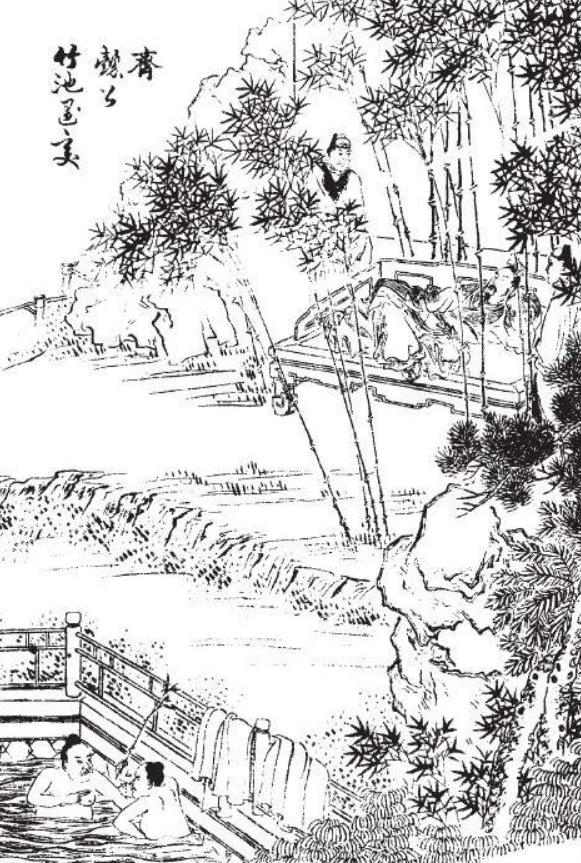
小说《东周列国志》插画：齐懿公竹池遇变

邴歜（？—？），一作丙戎，春秋时期齐国人。由于其父邴原之尸被齐懿公砍去双足，因此与阎职（雍职）将齐懿公杀害。

## 生平
齐懿公即位前曾与邴歜之父邴原争夺采邑，失败，因此含恨在心，等到即位以后，邴原早已死去，懿公遂掘其坟而断尸足，却又把邴歜安排为自己的车夫；另外，阎职（一作雍职）有妻貌美，懿公便把他的妻子纳入宫中自行淫乐，而用阎职司其骖乘（国君出行时随从于两侧和后方的马车谓之骖）之职。
齐懿公四年（公元前609年）春，出行至申池，在泡温泉之时，两个车夫互相戏谑，阎职称呼邴歜道：“断足子！”，邴歜回敬道：“夺妻者！”结果此二人同时羞愧难当，对齐懿公怨恨而萌生杀意。之后两人在归途中与马车之上杀死齐懿公，弃尸于竹林之中并逃走。后不知所终。